# نزیر کاراپ
نزیر کاراپ (انگلیسی: Nezir Karap؛ زادهٔ ۲ ژانویهٔ ۱۹۹۴) ورزشکار ورزش شنا اهل ترکیه است.
وی در مسابقات کشوری و بین‌المللی در مجموع برندهٔ ۱ مدال طلا، ۲ مدال نقره و ۳ مدال برنز شده‌است.